# Madison Thompson
Pour les articles homonymes, voir Thompson.
Madison Thompson, née le 13 août 2000 à Atlanta (Géorgie), est une actrice américaine. Elle est notamment connue pour ses rôles dans Les feux de l'amour, Ozark et Grease : Rydell High.

## Filmographie

### Cinéma
- 2013 : Unnecessary Meanness : Maddy
- 2016 : Santa's Boot Camp : Elfe de la technologie
- 2022 : Emergency : Alice[2]
- 2025 : La carte qui mène jusqu'à toi (en) (The Map That Leads to You) de Lasse Hallström

### Télévision
- 2016 : Major Crimes : Amanda Pond
- 2016 : Henry Danger : Tipper
- 2017 : Shots Fired : Katie Eamons (2 épisodes)
- 2018 : Kevin (Probably) Saves the World : Jessica Garnett (3 épisodes)
- 2018 : NCIS : Nouvelle-Orléans : Leah Bell
- 2019 : Creepshow : Jill
- 2020–2021 : American Housewife : Lindsey Coolidge (2 épisodes)
- 2020–2021 : Les feux de l'amour : Jordan (17 épisodes)
- 2020–2022 : Ozark : Erin Pierce (9 épisodes)
- 2022 : Grease : Rydell High : Susan (10 épisodes)
- 2022 : Boo, Bitch : Emma (3 épisodes)
- 2023 : Grease: Rise of the Pink Ladies